# Cabo Green (Nova Gales do Sul)
O cabo Green é um cabo situado no extremo sul da costa meridional de Nova Gales do Sul, na Austrália. Está integrado no Parque Nacional Ben Boyd, a sul de Eden. Dispõe de um farol, o mais meridional de de Nova Gales do Sul.
Em 31 de maio de 1996, o navio SS Ly-Ee-Moon, a viajar de Melbourne para Sydney, encalhou perto do cabo, causando 71 vítimas mortais.